# Fegernicu Nou, Bihor
Fegernicu Nou este un sat în comuna Sârbi din județul Bihor, Crișana, România. La recensământul din 2011 avea o populație de 40 locuitori. Satul este așezat de o parte și de alta a drumului național 19E.